# Eucaristia
|  | Per a la forma musical vegeu missa (música) |

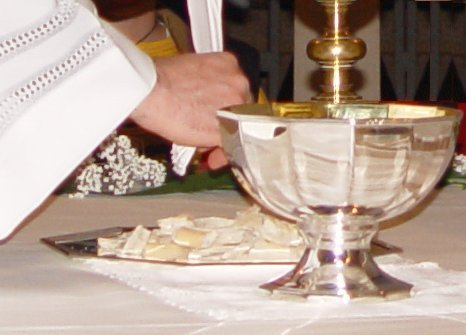
Fracció de l'eucaristia.

Eucaristia (del grec εὐχαριστία, eucharistia, "acció de gràcies") o sagrament de l'altar es refereix, en essència, a la celebració del sagrament cristià de la commemoració de la santa cena de Jesucrist, o al pa i al vi d'aquest sagrament. Aquest terme és utilitzat principalment en les tradicions catòliques, ortodoxes, anglicanes i luteranes. La majoria de les tradicions protestants utilitzen el terme comunió o santa comunió per a referir-se al sagrament, i els carismàtics també utilitzen el terme santa cena.
En el catolicisme a més de l'eucaristia en la missa hi ha la litúrgia de la paraula en la qual es llegeixen dos o tres texts de la Bíblia, i normalment hi ha un discurs, del sacerdot, anomenat sermó o homilia.

## Teologia de l'eucaristia

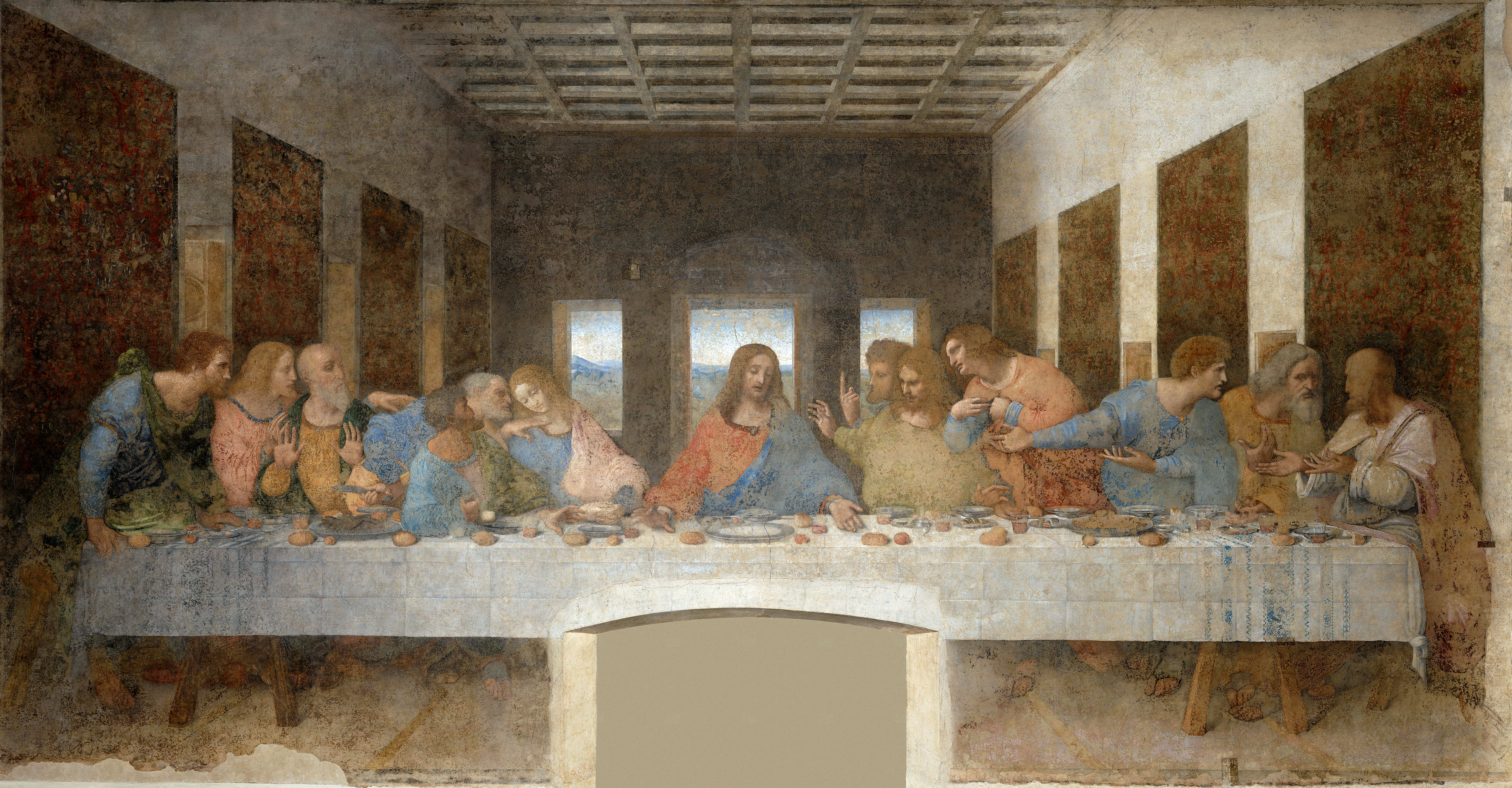
El Sant Sopar de Leonardo da Vinci.

Aquestes són 6 doctrines cristianes de l'eucaristia:
- Transsubstanciació: durant la consagració de la missa, la substància (la realitat fonamental) del pa i del vi és transformada literalment en el cos, la sang, l'ànima i la divinitat de Jesucrist mateix, però els "accidents" (aparença física) del pa i del vi no són transformats. Atès que els elements són Crist mateix, els creients adoren l'eucaristia. Aquesta és la doctrina del catolicisme.
- Consubstanciació: el cos i la sang de Jesucrist estan substancialment presents en conjunció amb les substàncies del pa i del vi.
- Silenci piadós: el pa i el vi es converteixen en el cos i la sang reals de Crist d'una manera incomprensible per als humans, i els mecanismes i detalls de la transformació no es poden explicar. Aquesta doctrina és acceptada en el luteranisme, per les esglésies ortodoxes, i per la Santa Església Catòlica
- Presència espiritual: el cos i la sang de Jesucrist es reben de manera espiritual per mitjà de la fe. Aquesta doctrina és acceptada per les esglésies reformades, principalment en el presbiterianisme.
- Suspensió: la participació del pa i del vi no és un sagrament perpetu sinó únic en el temps de Jesucrist, i no s'ha de considerar una cerimònia religiosa. Aquesta és la doctrina del quaquerisme i de l'Exèrcit de Salvació.
- Simbolisme: la santa Comunió és només una commemoració o celebració del sacrifici de Crist; els elements (el pa i el vi) tenen només un valor simbòlic que fan recordar l'obra de salvació per al creient. Aquesta és la doctrina de la majoria de les denominacions protestants.